# Katsia II
Vous lisez un « bon article » labellisé en 2021.
Katsia II Dadiani (en géorgien : კაცია II დადიანი ; mort le 6 décembre 1788 à Zougdidi) est un prince géorgien qui gouverne la principauté de Mingrélie de 1758 à 1788.
Membre de la dynastie des Tchikovani-Dadiani qui règne sur la Mingrélie depuis la fin du XVIIe siècle, il est le fils du prince Otia, à qui il succède à sa mort en 1758. Héritant d'une principauté au cœur de guerres intestines dans la région, il sert d'abord comme proche allié de son suzerain, le jeune roi Salomon Ier d'Iméréthie, qu'il aide durant la bataille de Khressili puis soutient lors de l'assemblée royale de 1759, durant laquelle le royaume interdit la traite des esclaves. Malgré une politique alignée sur celle des autres États géorgiens, Katsia est contraint de rejoindre l'Empire ottoman lors de son invasion de la Géorgie occidentale de 1765, entamant une guerre entre la Mingrélie et l'Iméréthie qui dure jusqu'en 1776 et cause le schisme de l'Église orthodoxe géorgienne occidentale de 1769-1774, malgré de nombreuses tentatives de médiation par le Catholicossat d'Abkhazie, le royaume de Kartl-Kakhétie et la Russie impériale.
Durant la guerre russo-turque de 1768-1774, Katsia II change son alliance et rejoint les forces russes du général Tottleben, qui encourage la rébellion mingrélienne contre Salomon Ier et s'engage avec Dadiani à un siège de Poti, qui finit en désastre pour les Russes. Le traité de Koutchouk-Kaïnardji place officiellement la Mingrélie sous protectorat ottoman mais cela ne reste qu'une formalité et seul Poti reste sous possession turque. En 1780, Katsia et Salomon préviennent une large invasion abkhazo-circassienne soutenue par la Turquie durant la bataille de Roukhi, à la suite de quoi il intervient en Abkhazie pour placer sur le trône princier Zourab Chervachidzé. 
À la suite de la mort de Salomon en 1784, il proclame rapidement David II comme roi d'Iméréthie contre le dauphin légitime, ce qui enclenche une série de révoltes nobiliaires, dont une tentative d'invasion ottomane pour placer le prince Kaïkhosro Abachidzé sur le trône imère. Sous le règne de David II, il s'enrichit et augmente la taille de ses domaines, garantit l'indépendance de jure de la Mingrélie et demande le protectorat de la Russie.

## Biographie

### Général de Mingrélie

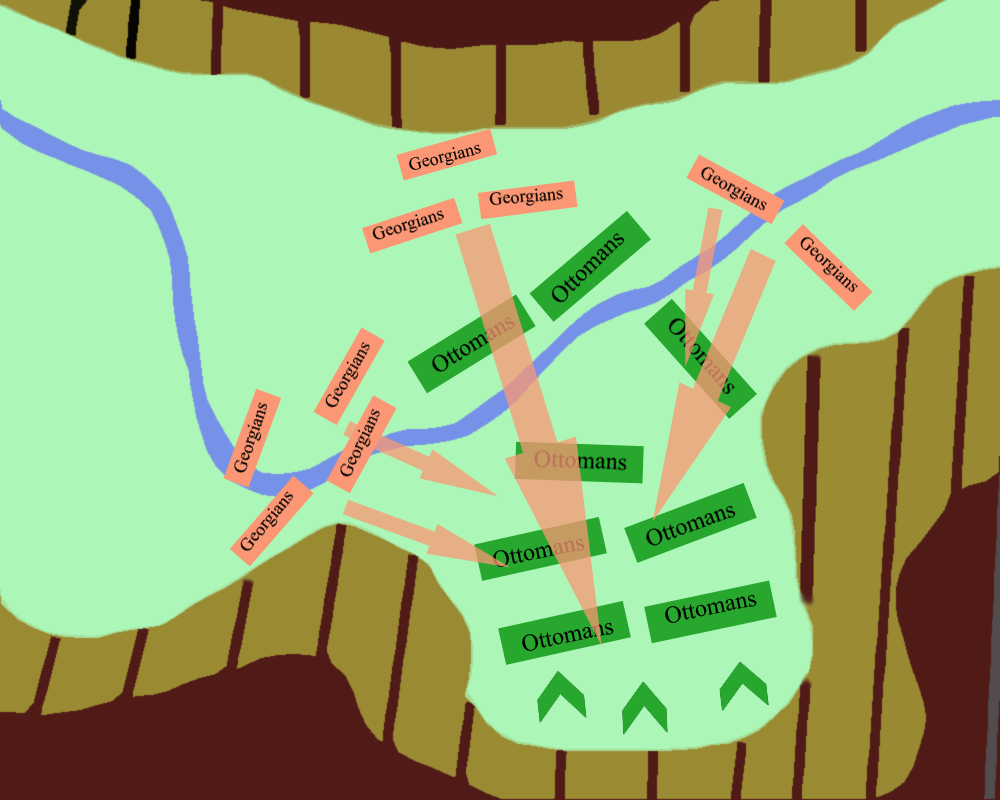
Plan de la bataille de Khressili (1758).

Né à une date inconnue durant la première moitié du XVIIIe siècle, Katsia Dadiani est le fils aîné du prince Otia de Mingrélie et de son épouse Goulkhan Tchkheïdzé, fille du duc Chochita III de Ratcha. Il est ainsi élevé au sein d'une famille au cœur des conflits civils qui dévastent la Géorgie occidentale sous le règne d'Alexandre V d'Iméréthie. Peu est connu sur sa jeunesse, mais Katsia gagne progressivement du pouvoir au sein de la principauté de Mingrélie, un territoire formellement dépendant de la couronne de Koutaïssi mais poursuivant une politique récalcitrante et indépendante, tandis que son père vieillit. Avec l'arrivée au pouvoir de Salomon Ier sur le trône imère en 1752, la politique royale devient ouvertement opposée à la domination de l'Empire ottoman, démontrée par l'interdiction en 1757 de la traite des esclaves, l'une des principales sources de revenus commerciaux en provenance d'Anatolie.
Les Ottomans tentent la même année de renverser Salomon par la force. En décembre, ils lancent une large invasion de l'Iméréthie avec 40 000 hommes sous la direction du pacha Hadji Ahmad d'Akhaltsikhé et Salomon sécurise le support militaire de la Mingrélie et de la principauté voisine de Gourie. Trop âgé, Otia Dadiani envoie Katsia à la tête d'un bataillon de Mingréliens et Letchkhoumiens et accompagné de Khoutounia Chervachidzé, le comte de Samourzaqano, une marche frontalière entre la Mingrélie et l'Abkhazie. Le 14 décembre, Katsia rencontre les troupes royales dans les plaines d'Okriba. Ils affrontent ensemble les Ottomans lors de la bataille de Khressili.
Malgré la supériorité numérique des Ottomans, l'alliance géorgienne remporte une victoire décisive sur les envahisseurs. Durant cette bataille, Salomon tue personnellement le pacha ottoman et le contingent de Khoutounia Chervachidzé démontre un héroïsme qui se révèle décisif, malgré la mort du comte. La victoire de Khrelissi renforce la position de Salomon Ier sur son trône et, en 1758, il signe un accord de défense mutuelle avec les autres rois géorgiens Teïmouraz II de Karthli et Héraclius II de Kakhétie, un accord qui forme l'histoire de la Géorgie occidentale pour le reste du XVIIIe siècle.

### Succession à Otia
En 1758, il succède à la mort de son père comme prince de Mingrélie sous le nom de Katsia II Dadiani. Il hérite d'une principauté complexement située à cheval entre la couronne imère, qu'il reconnaît formellement comme suzerain, et les Ottomans qui contrôlent le littoral de la Mer Noire. Malgré l'édit royal de 1757, la vente d'esclaves mingréliens vers Trébizonde et Constantinople est particulièrement abondante. D'un autre côté, Katsia II souligne son indépendance en nationalisant la culture du tabac dans les provinces de Tsalendjikha et Djgali, auparavant sous monopole ottoman. Les désordres constants aux alentours et au sein de la Mingrélie obligent Dadiani à faire constamment déplacer sa cour de village en village et il développe une proche relation avec la classe paysanne de sa principauté en acceptant l'hospitalité de ses sujets à de nombreuses reprises.

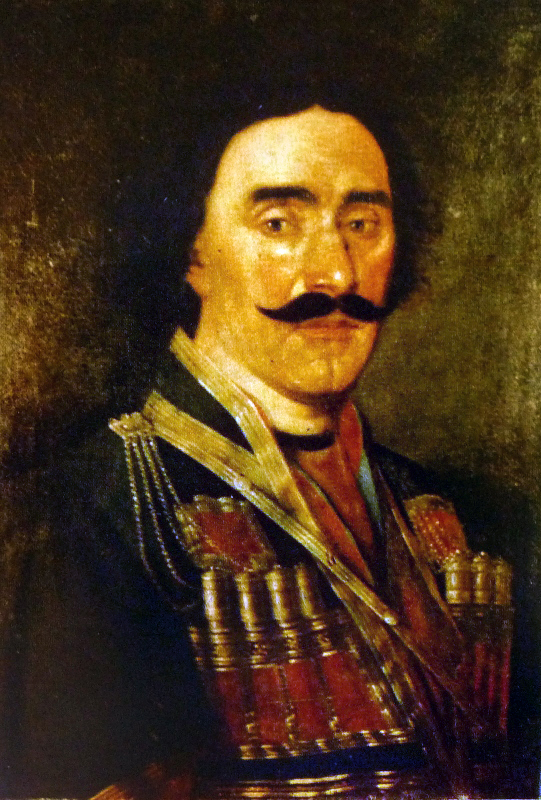
Salomon Ier d'Iméréthie.

Le roi Salomon Ier voit dans la victoire de Khrelissi une opportunité de centraliser son pouvoir. Le 4 décembre 1759, il convoque à Koutaïssi une assemblée législative composée des figures nobles et ecclésiastiques de Géorgie occidentale, à laquelle participent Katsia II et les grands nobles de Mingrélie. Durant un mois, cette assemblée adopte de nombreuses réformes socio-économiques et religieuses et réorganise le Catholicossat d'Abkhazie comme une branche du pouvoir exécutif du royaume, recréant l'Éparchie de Koutaïssi (sous le contrôle direct de la Couronne) et libérant l'Église de toute imposition. La plus importante réforme de l'Assemblée est un accord entre le roi, Katsia II et le prince Mamia IV de Gourie pour l'interdiction de la traite des esclaves à travers la Géorgie occidentale. Le 5 décembre, Katsia II reconnaît devant l'Assemblée Salomon Ier comme le « souverain incontestable » de toute la Géorgie occidentale.
Suivant l'Assemblée de 1759, Katsia II s'engage dans une politique de conciliation avec les autres monarques géorgiens, un rare exemple d'unité transcaucasienne après des siècles de guerres intestines. En 1760, il contribue avec Salomon et le duc Rostom de Ratcha à un contingent de 15 000 hommes pour aider le roi Héraclius II de Kartl-Kakhétie dans son invasion de Gandja. En novembre 1765, il divorce de l'Abkhaze Daredjan Chervachidzé pour épouser la princesse royale Élisabeth Bagration, sœur d'Héraclius II, solidifiant cette alliance intra-géorgienne.

### Conflit contre Salomon d'Iméréthie
L'alliance entre souverains géorgiens change toutefois en 1765 quand une armée ottomane de 40 000 soldats envahit l'Iméréthie occidentale, renverse le prince de Gourie malgré l'intervention militaire de Katsia, et menace la Mingrélie. Pour éviter le ravage de sa principauté, Dadiani laisse les Ottomans faire halte en Mingrélie durant l'hiver, d'où ils préparent une invasion de l'Iméréthie. Au printemps 1766, les Turcs, sous la direction du général Haan Pacha, pénètrent dans le royaume avec l'aide de la Mingrélie et capturent la citadelle de Sveri.
En quelques semaines, ils atteignent la capitale, Koutaïssi, détrônent Salomon et proclament son cousin Teïmouraz Bagration roi d'Iméréthie. À la suite du départ des Ottomans, Katsia Dadiani, Georges V de Gourie et Rostom de Ratcha continuent à soutenir Teïmouraz. L'alliance entre la Mingrélie et le royaume de Kartl-Kakhétie s'effondre avec la mort d'Elizabeth Orbeliani, à la suite de laquelle Katsia refuse de retourner sa « très riche dot ». Salomon reste néanmoins en Iméréthie, menant une guérilla violente en utilisant des mercenaires lezghiens contre l'usurpateur. En 1767, le roi détrôné regagne sa couronne et, grâce à l'intervention de la Russie impériale, l'Empire ottoman n'intervient pas en faveur de Teïmouraz. Le 28 janvier 1768, Katsia Dadiani, Teïmouraz Bagration et Rostom de Ratcha sont vaincus par Salomon et son armée de Lezghiens à la bataille de Tchkheri.
De retour au pouvoir, Salomon s'attaque au duché de Ratcha en 1769. Par crainte que la prochaine cible du roi serait la Letchkhoumi, un comté de Dadiani aux frontières du Ratcha, Katsia soutient le duc Rostom avec un détachement abkhaze. Rostom est toutefois vaincu et trouve refuge en Mingrélie, tandis que son duché est officiellement annexé par le royaume d'Iméréthie. Le roi continue la concentration de son pouvoir, augmentant l'influence de ses clans alliés, ce qui inquiète Katsia. En 1769, il abandonne le pacte de 1759, reconnaissant la souveraineté de Salomon, en réponse à quoi Salomon abolit officiellement la principauté de Mingrélie, une décision qui ne reste que de jure. Cette guerre de lois se transforme bientôt en vrai conflit.
Le chroniqueur Iované Khodjevani décrit en détail les raids de Katsia II sur les territoires frontaliers de l'Iméréthie, notamment aux alentours de Khoni. Le prince Artchil Bagration, frère du roi, mène les forces royales contre Dadiani en 1769-1770, utilisant des mercenaires lezghiens. En 1770, il ravage le village de Kvitiri, près de Koutaïssi. La capitale est elle-même évacuée à de nombreuses reprises par peur d'un assaut mingrélien. Ce n'est qu'avec une menace d'invasion imère de la Mingrélie que Katsia II cesse temporairement ses raids. L'influence ottomane augmente considérablement au sein de la noblesse ottomane.

### Guerre russo-turque de 1768-1774

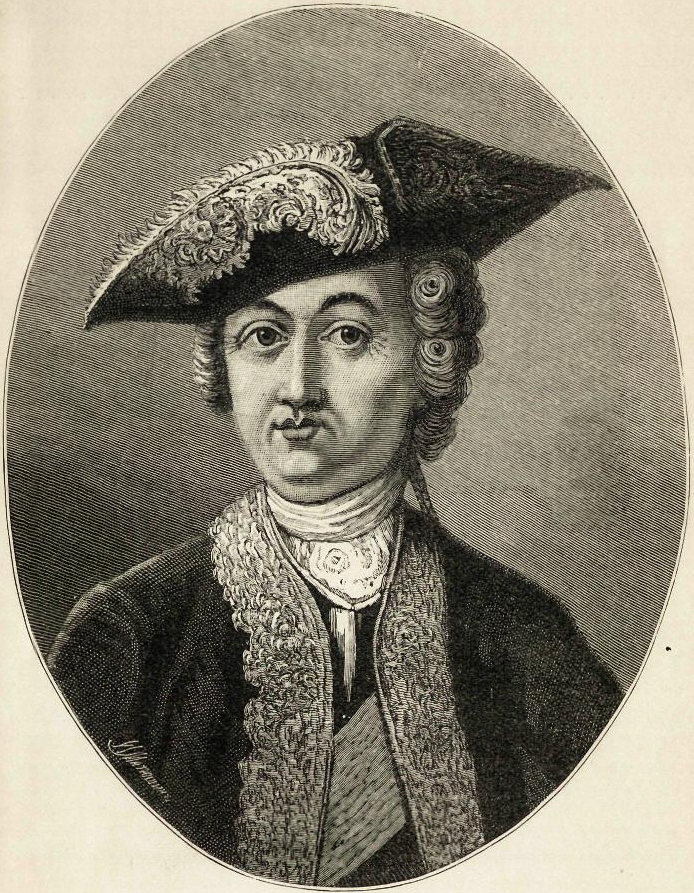
Gottlob Curt Heinrich von Tottleben.

Le conflit entre Katsia II et Salomon Ier se déroule dans un contexte géopolitique bien plus large. En 1768, une guerre éclate entre la Russie impériale et la Turquie ottomane, faisant de la Géorgie l'un des fronts de ce conflit. Salomon, suivant la voie de son voisin oriental Héraclius II, se rallie à la Russie orthodoxe contre l'ennemi musulman, tandis que Katsia, opposé au pouvoir central, devient un allié naturel des Turcs. C'est ainsi que les Russes abandonnent un premier plan d'intervention en Iméréthie à cause des raids de Katsia. Le 3 octobre 1769, les troupes russo-imères assiègent la citadelle de Chorapani, un bastion turc en plein cœur de l'Iméréthie, à la suite de quoi le pacha Souleïman d'Akhaltsikhé rassemble Katsia, Manoutchar II Chervachidzé d'Abkhazie et des troupes de Trébizonde pour lancer une invasion conjointe sur le petit royaume. Salomon est obligé d'abandonner le siège de Chorapani et, le 20 décembre, il s'affronte directement aux 9 000 soldats de Katsia, lui infligeant une défaite et ordonnant la poursuite des Mingréliens. Le roi ravage la Mingrélie et capture Katsia temporairement.
Dans les premiers mois de 1770, Héraclius II envoie en Géorgie occidentale son fils Georges et le catholicos Anton Ier pour réconcilier Dadiani et Salomon afin de les unifier contre les Turcs, obtenant une trêve fragile. Katsia refuse néanmoins de venir en aide aux Géorgiens lors de la bataille d'Aspindza du 20 avril : Héraclius II, victorieux d'Aspindza, envoie après la bataille une épée d'or et d'argent à Katsia II comme symbole de victoire et une menace contre tout sentiment pro-ottoman en Mingrélie. Suivant le retour du général russe Gottlob Curt Heinrich von Tottleben en Géorgie en mars 1770, Katsia lui envoie un émissaire à sa base de Tskhinvali pour prêter allégeance à l'impératrice Catherine II. Ensemble, les Russes et les Mingréliens expulsent les Turcs de Roukhi et d'Anaklia. Tottleben se pose alors en médiateur entre Katsia et Salomon, ce dernier n'acceptant cette alliance qu'en échange d'une augmentation du nombre de troupes russes en Iméréthie.
Le 3 octobre, Tottleben et Salomon brisent leurs relations quand le général russe décide d'assiéger la ville portuaire de Poti malgré les conseils du roi imère. Tottleben encourage alors un renouvellement du conflit entre la Mingrélie et l'Iméréthie, et c'est avec l'aide de troupes mingréliennes, abkhazes et gouriennes qu'il commence le siège de Poti à la fin du mois. Le siège se révèle être une erreur stratégique, malgré une défense par Salomon contre les renforts ottomans : les estuaires de la région créent une situation hostile, les soldats russes décrivent le manque de dévouement de Katsia II et le 1er février 1771, Tottleben est informé de la trahison du nouveau prince abkhaze Zourab Chervachidzé, l'obligeant à retirer ses troupes. La débâcle de Poti et l'encouragement par le général vers une rébellion de Katsia poussent le gouvernement russe à rappeler Tottleben,.
Bientôt, des négociations entre Katsia II et Salomon commencent dans le village de Matkhodji sous la médiation du catholicos Joseph d'Abkhazie, durant lesquelles le roi réclame la reconnaissance de sa suzeraineté et la province de Letchkhoumi. Mais ces pourparlers (qui continuent jusqu'en 1773) sont vains et la Mingrélie rejoint les forces russes du général Nikolaï Soukhotine, le successeur de Tottleben, quand celui-ci reprend le siège de Poti en avril 1771. La moitié de l'armée russe meurt de paludisme et Soukhotine quitte la Géorgie occidentale en octobre et accuse Katsia de ne pas l'avoir suffisamment aidé. En 1772, les Turcs lancent une nouvelle invasion de l'Iméréthie durant laquelle ils sont soutenus par le prince Kaïkhosro Abachidzé, tandis que Dadiani reste neutre. En 1773, en réponse à une alliance politico-militaire entre Koutaïssi et Tiflis, Katsia Dadiani et Zourab d'Abkhazie s'allient au pacha d'Akhaltsikhé.
En 1773, la médiation du catholicos Joseph est remplacée par une intervention directe d'Héraclius II entre l'Iméréthie et la Mingrélie. Ces négociations échouent et Salomon dirige son armée contre Katsia, qui ordonne la préparation de sa cavalerie contre une invasion imère. Le capitaine russe Iazikov, alors en Géorgie pour enquêter les actions de Tottleben, décrit ainsi la situation : « Si je n'avais pas prévenu Salomon au nom de l'empereur, il aurait détruit Dadiani, car maintenant Salomon est plus fort et toute l'Iméréthie est entre ses mains ». En janvier 1774, Soleïman d'Akhaltsikhé rassemble 3 700 hommes et tente une dernière invasion de l'Iméréthie en faisant une demande d'aide à Katsia II. Salomon demande alors une intervention urgente d'Héraclius pour menacer le prince de Mingrélie. Héraclius II prépare son armée, ce qui oblige Katsia à rester hors du conflit et Salomon afflige une défaite aux Ottomans,.

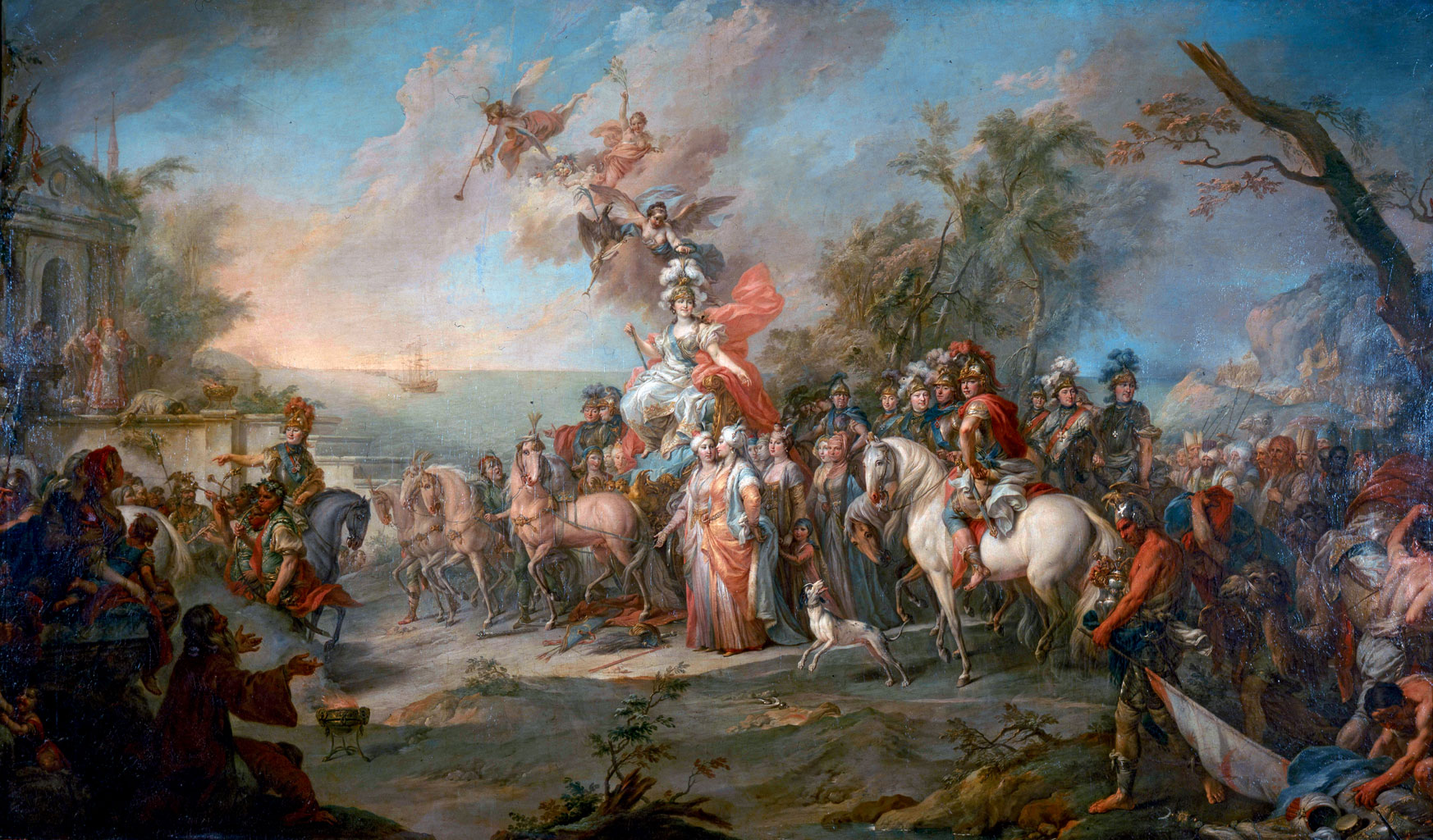
Allégorie de la victoire de Catherine II sur les Turcs (Torelli).

L'intervention de janvier 1774 retourne Katsia du côté géorgien. Toutefois, l'échec de l'ambassade d'Héraclius en Russie réclamant des troupes permanentes empêchent une offensive conjointe de la Kartl-Kakhétie, l'Iméréthie et la Mingrélie en Anatolie. Le traité de Koutchouk-Kaïnardji du 21 juillet 1774 met fin à la guerre russo-turque. L'article XXIII du traité libère la Mingrélie de toute menace d'annexion turque, tout en faisant de la région un protectorat de jure de l'Empire ottoman. Le traité donne aussi aux Ottomans le droit de retour dans les citadelles de Roukhi et Anaklia, mais ce droit n'est jamais exercé.

### Retour sous l'orbite imère
La fin de la guerre russo-turque renforce la position de Salomon Ier, qui priorise la réunification de la Géorgie occidentale. En 1774, Katsia II rencontre le catholicos Joseph d'Abkhazie, un geste qui symbolise la reconnaissance de sa suprématie religieuse (pour la première fois depuis 1769). Salomon Ier abroge son décret de 1769 abolissant la principauté de Mingrélie, ce qui ouvre les portes vers des négociations. Les deux se rencontrent à Khoni, mais Katsia, craignant les ambitions de centralisation de Salomon, et le roi ne parviennent pas à s'accorder.
En 1776, une guerre commence entre l'Iméréthie et la Mingrélie. Salomon envahit la principauté et capture la citadelle de Gordi. Il défait le seigneur Paghaveli et brise la ligne de résistance de Dadiani, le forçant à un accord de paix qui fait de Salomon le suzerain de Mingrélie.
La Sublime Porte, mécontente de la perte de son influence en Géorgie occidentale, conçoit un nouveau plan d'invasion de l'Iméréthie, cette fois-ci en ralliant les tribus circassiennes et les princes abkhazes. L'Abkhazie est alors divisée entre plusieurs membres de la famille Chervachidzé, dont l'aîné Zourab est officiellement soutenu par Katsia II dans son contrôle du centre de la région. Les Ottomans engagent néanmoins Kelech Ahmed Bey Chervachidzé, neveu de Zourab, à mener la révolte anti-mingrélienne. La puissance de Kelech Ahmed Bey force non seulement Zourab mais aussi Levan Chervachidzé, comte de Samourzaqano et un allié historique des Dadiani, à rejoindre la cause ottomane. Les Abkhazes sont bientôt rejoints par des tribus de Djikétie, Ossétie et de Tcherkessie, ainsi que Chahin Giray, khan de Crimée.
La révolte abkhaze cause la perte de toute influence mingrélienne sur le Samourzaqano en 1779 et menace la destruction du reste de la Mingrélie. En 1780, Dadiani fait appel à l'aide de Salomon Ier, qui accepte en échange d'un nouveau prêt d'allégeance. En mars, les Abkhazes arrivent au bord de l'Engouri, la frontière naturelle entre l'Abkhazie et la Mingrélie, tandis que Salomon débarque avec des troupes imères et gouriennes. L'aide de Salomon est bien calculée : non seulement il force la Mingrélie à reconnaître une nouvelle fois la suzeraineté de Koutaïssi, mais prévient aussi une invasion de l'Iméréthie qui aurait suivi celle de la Mingrélie. Salomon, Katsia et Georges V de Gourie se rencontrent à Bandza et se dirigent ensemble vers la citadelle de Roukhi pour former une ligne de défense.
La bataille de Roukhi de mars 1780 est racontée en détail par le chroniqueur royal Bessiki Gabachvili, témoin du conflit qui décrit l'héroïsme de Salomon, de Katsia et de Georges Dadiani, fils du prince. Niko Dadiani, historien de la principauté de Mingrélie, parle d'une « bataille sanglante » qui finit en victoire décisive par les Géorgiens. Salomon mène le flanc gauche des forces alliées, tandis que Katsia dirige le reste des troupes. Les Abkhazo-Circassiens, armés de fusils ottomans et accompagnés d'une cavalerie violente, sont vaincus et plusieurs sont pris prisonniers.
La bataille de Roukhi met fin aux prétentions ottomanes sur la Mingrélie jusqu'à la guerre de Crimée.

### Dernières années

#### Intervention en Abkhazie

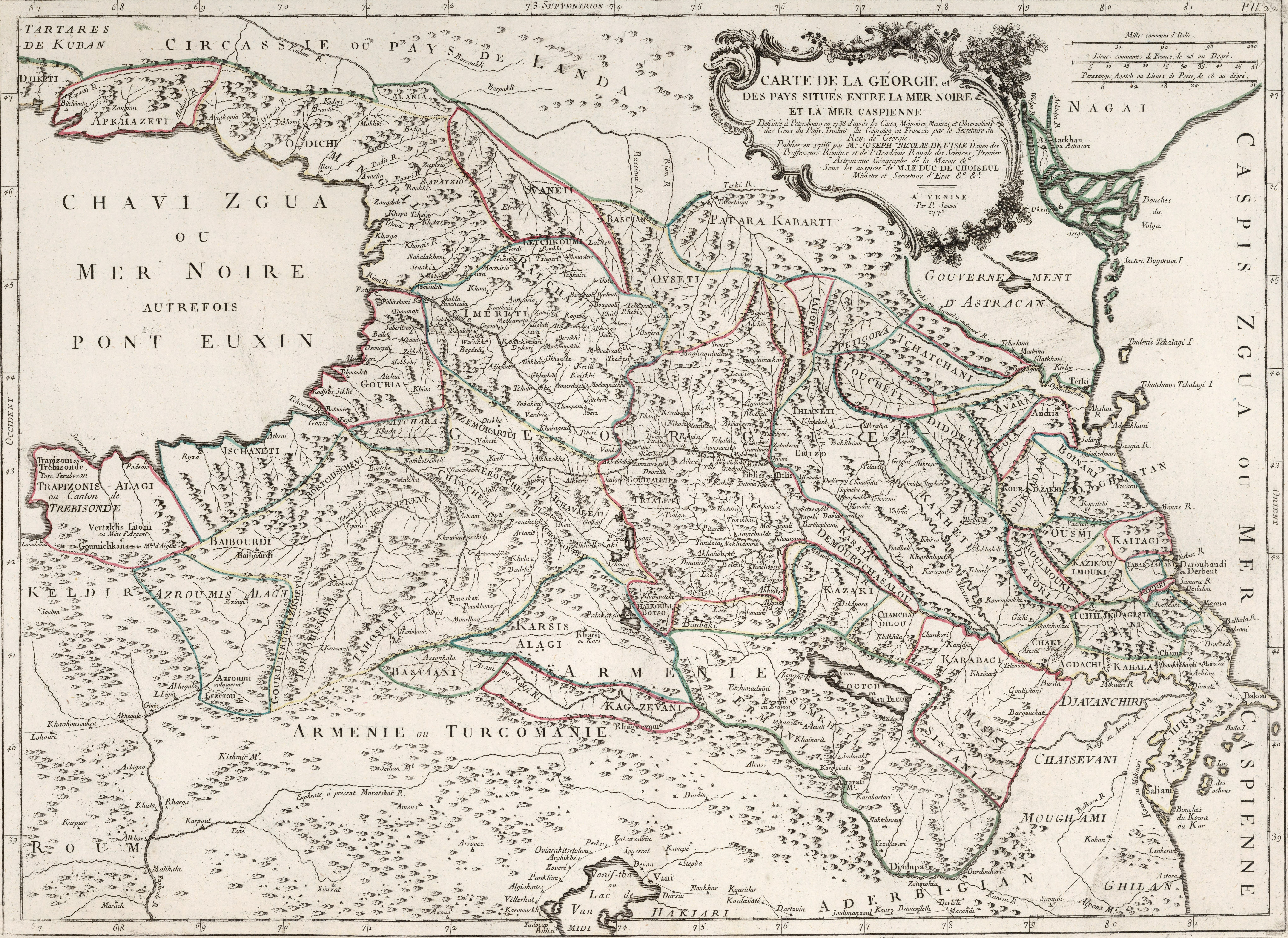
Carte de la Géorgie de 1775, montrant les contours de la Mingrélie en jaune.

Après la bataille de Roukhi, la Sublime Porte encourage une révolte interne en Abkhazie par Kelech Ahmed Bey Chervachidzé qui renverse son oncle Zourab. Ce dernier trouve refuge auprès de Katsia II, qui décide de lui venir en aide pour empêcher la capture totale de la région par les Ottomans. À Zougdidi, Katsia conçoit un plan d'invasion de l'Abkhazie et charge son frère Georges Dadiani de mener Zourab à Sokhoumi. Les forces mingréliennes reprennent rapidement contrôle du Samourzaqano et atteignent Sokhoumi en soudoyant les clans locaux. Les Mingréliens détruisent rapidement la petite défense autour de la ville et Zourab est proclamé prince d'Abkhazie par Georges Dadiani. 
Les troupes mingréliennes ayant accompli leur mission, Georges Dadiani retourne en Mingrélie et Zourab est contraint de laisser Kelech Bey Ahmed régner sur la partie septentrionale de l'Abkhazie. Le départ des Mingréliens se révèle une erreur stratégique et Zourab est à nouveau renversé quelques mois plus tard. Parallèlement, Katsia II reconfirme sa suzeraineté sur le Samourzaqano en organisant le mariage de son fils Manoutchar à Élisabeth, fille du comte Levan Chervachidzé.

#### Mort de Salomon et conflit de succession
En mars 1784, le roi Salomon Ier organise une expédition pour libérer l'Adjarie des mains des Ottomans. Katsia II non seulement refuse de fournir des troupes au roi, mais il avertit secrètement le pacha de Poti. Selon l'historien Otar Patiechvili, cette trahison est liée à la peur du prince de Mingrélie des effets néfastes de la capture du port de Batoumi sur le commerce des esclaves. Malgré une première victoire à Tchakvi, Salomon est vaincu lors de la bataille de Natchichkrevi le 9 mars, un désastre militaire qui tue des dizaines de nobles imères et blesse le roi.
Salomon ne se remet pas de cette défaite et meurt un mois plus tard, déclenchant un conflit de succession sur le trône imère entre l'héritier au trône David Bagration (neveu de Salomon et nommé dauphin en 1783) et un autre David Bagration, celui-ci cousin de Salomon et fils de l'ancien roi imère déchu Georges IX. À la mort du roi, le dauphin, alors âgé de 12 ans, est à la cour d'Héraclius II, son grand-père, en Kakhétie et Katsia II utilise cette distance physique pour débarquer à Koutaïssi avec Georges V de Gourie et proclamer le fils de Georges IX comme roi d'Iméréthie sous le titre de David II le 4 mai 1784. Ce n'est qu'après cette rapide proclamation qu'Héraclius II apprend la mort de Salomon et refuse d'intervenir immédiatement pour éviter une guerre contre son beau-frère,.

#### Katsia contre la réunification géorgienne

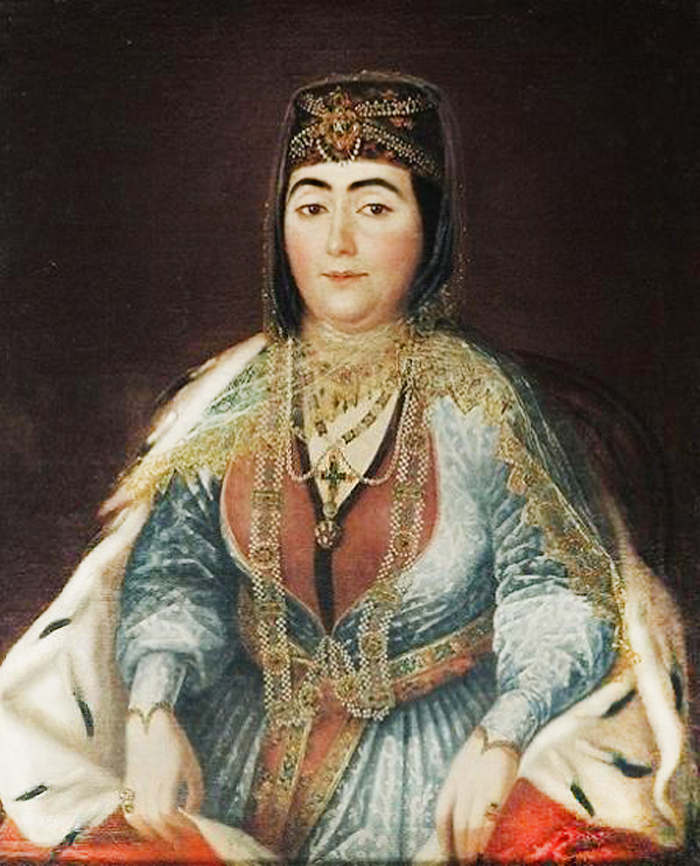
Daredjan Dadiani, sœur de Katsia II et reine de Kartl-Kakhétie.

Un accord est formalisé selon lequel David II promet de continuer la politique étrangère de Salomon Ier et accepte de ne régner que pendant la jeunesse du dauphin David. Ce compromis ouvre les portes à un projet de réunification de la Géorgie, divisée depuis le XVe siècle. Quelques mois après la proclamation de David II, un groupe de puissants nobles imères envoie une délégation à Tiflis pour faire une demande officielle de l'unification des royaumes géorgiens. Il est possible que Katsia Dadiani soutienne le projet, comme l'indique la délégation imère, mais ce support est faible : le prince de Mingrélie préfère voir sur le trône d'un royaume géorgien uni l'un des fils de sa sœur. Pendant un mois durant l'été 1784, Héraclius II convoque son conseil royal pour débattre la question.
Le conseil royal est divisé entre partis soutenant la réunification géorgienne et ceux s'y opposant. La reine Daredjan, en correspondance avec Katsia, organise une série d'intrigues durant les débats. Le conseil vote finalement contre la réunification géorgienne.

#### Fin de règne: Menace turque et indépendance
En Iméréthie, Katsia continue à soutenir militairement David II. Celui-ci lui offre les fiefs stratégiquement importants du Samikelao et Satchilao, ainsi que 700 familles paysannes, une décision qui cause un large mécontentement au sein de la classe paysanne, qui préfère le régime d'imposition des domaines royaux, mais aussi parmi les grands nobles qui s'opposent à l'augmentation des pouvoirs de Katsia Dadiani,. Du côté ottoman, la Sublime Porte proclame le noble Kaïkhosro Abachidzé roi d'Iméréthie et prépare une invasion de la Géorgie occidentale. Abachidzé, les nobles Beri et Georges Tsouloukidzé et Papouna Tsereteli se rassemblent à Akhaltsikhé, rejoints par le dauphin David. Le 30 octobre 1784, les Ottomans commencent leur invasion. David II est fortement soutenu par Katsia, qui parvient à détourner les Turcs en quelques semaines.
En décembre, l'Empire ottoman lance une seconde invasion massive via plusieurs fronts et place la Mingrélie sous blocus maritime. Le 21 décembre, Katsia II demande officiellement à Saint-Pétersbourg de placer la Mingrélie sous protectorat russe. Sans envoyer de réponse directe, Catherine II décore Dadiani de l'ordre de Saint-Alexandre Nevski, ce qui suffit aux Ottomans pour mettre fin à leur campagne.
Durant les dernières années du règne de Katsia II, le prince officialise l'indépendance de la Mingrélie vis-à-vis du royaume d'Iméréthie. Il est probable qu'il continue à soutenir David II contre les nobles imères et prépare les forces mingréliennes quand une nouvelle guerre russo-turque commence en 1787. Katsia II Dadiani meurt le 6 décembre 1788 à Zougdidi et est remplacé par son fils aîné Grigol. Il est enterré au monastère de Martvili.

## Famille
Katsia II Dadiani est le fils aîné du prince Otia de Mingrélie et de la princesse Goulkhana Tchkheïdzé. Il épouse en premières noces à une date inconnue Daredjan Chervachidzé, membre de la famille princière d'Abkhazie. Il divorce d'elle en 1765 et épouse, le 16 novembre de la même année, Élisabeth Bagration (1750-1776), fille du roi Teïmouraz II de Karthli et divorcée du prince Georges Zedguinidzé-Amilakhorichvili. Celle-ci meurt un an après leur mariage et Katsia épouse finalement, en 1770, Anna Tsouloukidzé, fille du noble imère Paata Tsouloukidzé. La princesse Anna donne naissance à 15 enfants :
- Bessarion Dadiani (1764-1828), archevêque de Tchqondidi ;
- Grigol Dadiani (1770-1804), prince de Mingrélie ;
- Jean Dadiani (1777-1823), métropolite de Tsagueri et archevêque de Tchqondidi ;
- Manoutchar Dadiani (mort en 1840), prince de Mingrélie ;
- Georges Dadiani, qui émigre en Russie en 1805 et devient l'ancêtre d'une lignée toujours en vie ;
- Levan Dadiani (mort après 1788) ;
- Otia Dadiani (mort après 1788) ;
- Bejan Dadiani ;
- Tariel Dadiani (mort en 1833), prince de Mingrélie ;
- Mariam Dadiani (1783-1841), épouse de Salomon II d'Iméréthie ;
- Tamar Dadiani, proclamée princesse d'Abkhazie en 1821 ;
- Khvaramzi Dadiani ;
- Ana Mze-Khanoum Dadiani, épouse du prince Grigol Tsereteli ;
- Élisabeth Dadiani, épouse du prince Rostom Tsereteli ;
- une fille anonyme, épouse du prince Davit Mikeladzé.

## Culture mingrélienne sous Katsia II

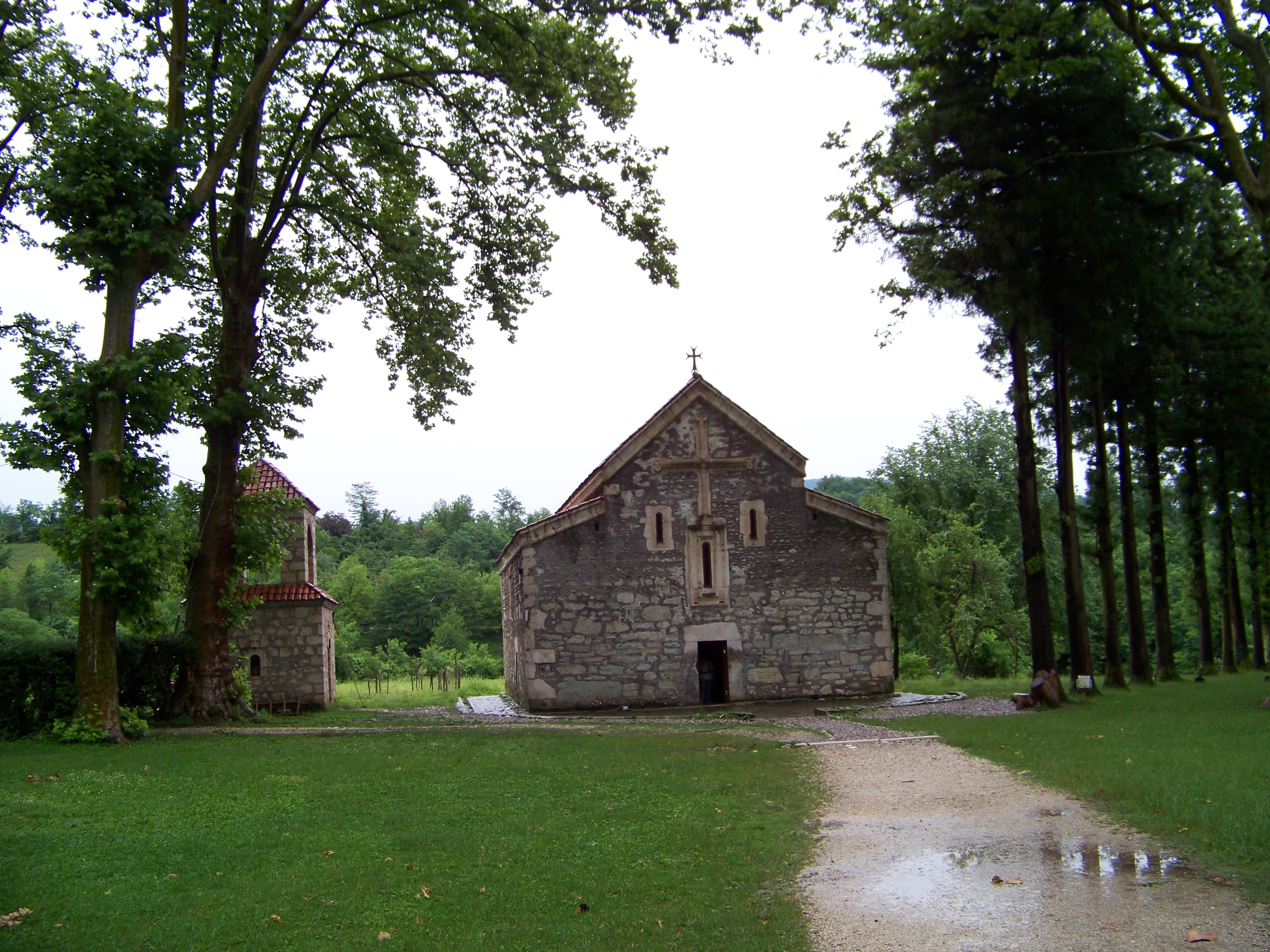
Église Saint-Georges de Salkhino, construite par Katsia II.

Katsia II Dadiani est un chrétien orthodoxe qui suit le rite du Catholicossat d'Abkhazie, l'Église de Géorgie occidentale. Malgré un règne chargé de guerres et dévastations, le prince entreprend de préserver de bonnes relations avec l'Église dès le début de son règne. En 1762, il fait ainsi don du monastère de Tsalendjikha, propriété des Dadiani, et des paysans attitrés au Catholicossat. En 1777, son cousin Grigol Tchikovani est nommé évêque de Tsaïchi et Katsia II finance la rénovation du siège épiscopal, détruit durant un tremblement de terre en 1614. En 1782, Dadiani fait construire l'église Saint-Georges de Salkhino, une chapelle réservée à la famille princière près de laquelle ses descendants construiront un palais.
Il tente de même de développer des relations avec l'Église orthodoxe géorgienne et envoie, en 1765, son frère Anton, évêque de Tsagueri, à Tiflis comme nonce à la cour d'Héraclius II. Anton devient une figure religieuse prééminente qui entretient de proches relations avec la cour royale de Tiflis. En 1777, il devient archevêque de Tchqondidi et ses sermons deviennent connus à travers la Géorgie occidentale. Anton reste célèbre pour sa croisade contre la traite et ses travaux de charité. En 1788, peu de temps avant sa mort et sous la pression d'Anton, Katsia II libère l'Église de toute imposition locale.

### Schisme d'Odichi
L'Église est elle aussi une des victimes des guerres intestines sous le règne de Katsia II. Le 10 mai 1769, il proclame l'indépendance religieuse de la Mingrélie, refusant de se soumettre au catholicossat d'Abkhazie qui est devenu depuis le conseil de 1759 une branche du pouvoir exécutif du royaume. À sa tête, il nomme Bessarion Tchkheïdzé, le catholicos d'Abkhazie emprisonné par les Ottomans à Akhaltsikhé à l'instigation du roi Salomon Ier qui réussit néanmoins à s'échapper et à prendre refuge auprès de Katsia. Bessarion est excommunié de l'Église abkhaze mais devient « catholicos d'Odichi ».
La reconnaissance de cette Église par les religieux locaux n'est pas claire, tout comme l'étendue de son pouvoir : aux frontières de la Mingrélie se trouvent l'Abkhazie, sous influence politique mingrélienne, et le duché de Ratcha, bastion de la famille du catholicos Bessarion, mais il est peu probable que la légitimité de l'Église d'Odichi y soit reconnue.
La division du catholicossat d'Abkhazie dure jusqu'à la mort de Bessarion le 15 décembre 1773, quand Katsia, alors en négociation avec Salomon Ier, ne lui nomme pas de successeur. Entre 1776 et 1777, le catholicos Maxime II d'Abkhazie visite la Mingrélie afin de négocier le retour des propriétés ecclésiastiques confisquées par Katsia durant le schisme.